# Matsuoka Jhonattan
Matsuoka Jhonattan (sinh ngày 27 tháng 5 năm 2000) là một cầu thủ bóng đá người Paraguay.

## Sự nghiệp câu lạc bộ
Matsuoka Jhonattan hiện đang chơi cho SC Sagamihara.